# Jane Bidstrup
Pour les articles homonymes, voir Bidstrup.
Jane Bidstrup, née le 21 août 1955, est une joueuse danoise de curling.

## Biographie
Championne danoise avec le Hvidovre CC, Jane Bidstrup est médaillée de bronze à domicile aux Championnats d'Europe 1986. En 1997, elle est médaillée de bronze aux Championnats du monde, sans jouer, en tant que remplaçante pour l'équipe danoise. Bidstrup participe aux Jeux olympiques d'hiver de 1998 à Nagano au Japon, où le curling est un sport officiel pour la première fois depuis 1924. Elle a cette fois du temps de jeu et son équipe remporte la médaille d'argent, la première médaille danoise de l'histoire des Jeux d'hiver. Après sa carrière, elle devient entraîneuse.
Elle est la sœur de la curleuse Lene Bidstrup.